# Masio Kwiek
Masio Sylwester Kwiek właściwie Masio Kwiek (ur. 1945 w Warszawie) – polski piosenkarz pochodzenia romskiego. 

## Życiorys
W 1963 roku dołączył do zespołu Chochoły, z którym wystąpił w 1964 roku na II Krajowym Festiwalu Piosenki Polskiej w Opolu prezentując piosenki Kaj san i Byle ładny był dzień. Z grupą Chochoły dokonał także pierwszych nagrań fonograficznych.  W 1964 związał się z romskim zespołem Terno, zostając jednym z jego głównych solistów. Poślubił również Raidę, siostrę lidera zespołu Edwarda Dębickiego. Krótko współpracował też z grupą Polanie. W 1978 roku rozstał się z zespołem Terno i wraz z żoną Raidą i dziećmi wyjechał na stałe do Szwecji.
Wziął udział w IV edycji programu The Voice Senior.